# 安杜羽加
安杜 羽加（やすもり わか、2002年10月30日 - ）は、日本のタレント、アイドルであり、女性アイドルグループいぎなり東北産のメンバー。福島県出身。スターダストプロモーション所属。

## 人物

### ダンスキラーギャル
キャッチコピーは「ダンスキラーギャル」。ダンスがすごく好き。いぎなり東北産リーダーの橘花怜が安杜羽加に人生で一番楽しい時間について質問した際には「ステージに立ってる瞬間が一番楽しい」と答え、好きなダンスを続けられていることが最高の喜びだと話していたことに橘は感動した。2024年11月に開催した生誕イベントではポールダンスなどを披露した。
2025年6月28日開催のイベント『IDOL DANCE BATTLE「VERSUS」』のダンスバトルにグループを代表して出場しチームを勝利に導いた。審査員のHONAMI（Benefit one MONOLIZ）から「自分の魅せ方を分かっている」と称賛された安杜は、グループの垣根を越えた他のアイドルとのダンスに「こんなに一生懸命ダンスを見せてくれるアイドルがいるんだなって再確認できたことが、本当に私のアイドル人生で大きな光となりました」と感謝した。
愛称は「わかりん」（ギャル杜）。いぎなり東北産3rdアルバム「東北産万博」に収録されている葉月結菜・藤谷美海とのユニット楽曲『トーホク・ラブ・ストーリー 〜恋はいつも突然に〜』ではミュージカル風の曲中でギャル杜 役を務めている。レコーディングの時は特に感情を込めて歌うことを意識し、ラップの歌唱部分は、安杜がリスペクトしているラッパーのちゃんみなをイメージして、音楽ディレクターと話をしながら制作したという。座右の銘は「唯我独尊」と「いい感じにてきとー」。MBTIはグループ唯一のENFJ（主人公型）。
TOHOKU DREAM AUDITION 2016にてグランプリを獲得、背景カタログ 西洋ファンタジー編のモデルを務めた。2023年にはファッションブランド「LIVERTINE AGE」とコラボレーションし、TシャツとロンTのデザインとモデルを務めた。2024年からブランド「PIKO KAILA」とのコラボレーションでZIPパーカー、ジョガーパンツ、ネックレスなどのデザインとモデルを担当している。20代は大人の品を高めるために、内面も外面も美しさに磨きをかけていきたい、美への努力を怠らずに頑張りたいと語る。
特技はスポーツ。水泳と縄跳び、バスケットボール。水泳は6年間習っていて、平泳ぎならどこまでも泳げると自負するほど。中学ではバスケ部に入っていてセンターを務めている。運動が大好きで、バドミントン、バレーボールも得意。学生時代の50m走は7秒台。長所は視野が広いこと。2023年1月のスタプラフェスでは「けん玉チャレンジ」に出場し優勝した。

### 福島県産として
いぎなり東北産メンバーで唯一の福島県産（福島県出身）。2019年6月にイベント「東北文化遺産をたずねて―」を郡山公会堂にて開催した。東北のおすすめは、クリームボックス。WEB月刊まっぷる2024年7月号「福島県の推しみやげ」では薄皮饅頭などを紹介した。
福島テレビ『サタふく』に不定期で出演しており、ふくしま花フェスプロジェクト応援ガール2022を務め、2024年にはファミリーマート「福島県産愛情しいたけのバター醤油パスタ」のインフォマーシャルに出演し、2024年3月には福島テレビで冠特番『いきなり福島プラス1』が放送された。NHK東北温泉地応援プロジェクトでは福島県内などの温泉を紹介しており、2024年9月に全国放送されたNHK総合『純烈の東北イジュー旅』（副音声）に出演した。2024年12月28日放送の東日本放送『VIPを熱烈歓迎！宮城でもてなし隊』で同じく福島県出身の梅沢富美男と共演した。東北楽天ゴールデンイーグルスとのコラボグルメ「楽天モバイルパーク宮城産いぎなりおいしいプレート」のメニューに、福島県産黄桃ジャムをトッピングしたミルクレープがある。
いぎなり東北産の活動について「（被災された方に）ちょっとでも私たちが希望というか、勇気や、元気を与えられていけたら」と語る。

### いぎなり東北産として
- いぎなり東北産でのメンバーカラーは黄色
- いぎなり東北産の曲の中で特に好きな曲は、『シャチョサン』[14]、自身のフィーチャー曲である『シャニムニポジティボー』など[19]
- 2019年3月17日の「東北ライブハウス巡り 〜麗らかにウリャオイ！〜」（@郡山 HIP SHOT JAPAN）を印象に残っているライブに挙げた[19]
- 2019年11月26日の「ミューコミプラス」に出演した際にはグループの自己紹介をした[20]
- 2020年、初のクラウドファンディングプロジェクト「新曲『re;star』初のメイク＆新衣装でMV制作したい！」の開始にあたり、「いつもあたたかい応援をありがとうございます。今回、私たちは「re;star」という新曲をリリースします。それに伴い、MV撮影もします。そのためには皆産の協力が必要なんです。素敵なMVができるように、ぜひご協力宜しくお願いします。そして、私たちのパワーみなぎるパフォーマンスや元気で恩返しします。」と呼びかけた。[21]
- EBeanSのYouTubeチャンネル[22]で「安杜農園」と題してイービーンズの屋上で農園作りをする企画にチャレンジしている。
  - 河北ウイークリーせんだい（2021年8月19日発行、河北新報社）に農園作りの記事が掲載された[23]
  - 2021年9月9日、「農場長」の安杜が歌う安杜農園テーマソング「NOUEN」のミュージックビデオ[24]をYouTubeに公開した。農場長の安杜が自ら作詞した歌詞に、マジカル☆ひもりが作曲して完成した。
- お花が好き[25]。ふくしま花フェスプロジェクト応援ガールを務めたり、NHK総合（岩手）Iwateenの花屋編企画にチャレンジしている。
- 19歳の誕生日はスタプラアイドルフェスティバルのため前日からいぎなり東北産メンバーとホテルに宿泊しており、誕生日に日付が変わった瞬間にメンバー全員が安杜の部屋に突撃して19歳を祝った[26]
- ターニングポイントとなった出来事は、リベンジとなる2回目のパシフィコ横浜公演が決まった時。1年後にリベンジを達成し日本武道館単独公演が決まった日は一生忘れられないという[27]。
- いぎなり東北産の強みについて、1人1人好みも個性もバラバラなのに、9人になると、バラバラにならずに、もっと強くなる所と語っている[14]。
- いぎなり東北産リーダーの橘花怜は安杜について「羽加は見た目がギャルなんですけど、心が一番ピュアなんじゃないかって思うくらいピュアピュアのロマンチストなんです。甘いものが大好きだったり、動物を見ると赤ちゃん声になっちゃったり、ギャップが一番あるなと思います。あとキャッチコピーにもあるように、ダンスがすごく上手ですね」と解説している[28]。
- 趣味の一つは料理。得意料理はちょっとおしゃれなポテトサラダ[29][30]。いぎなり東北産の配信で芋煮会がありメンバーが安杜の味付けをたくさん褒めてくれたという。プライベートでも律月ひかると葉月結菜に料理をふるまって喜ばれた[31]。

### その他
- 趣味は、バスケットボール[1]、古着屋さん巡り、ホラー動画鑑賞、天体観測、甘いものを食べること。音楽はRADWIMPSが好きでボーカルの野田洋次郎に憧れている[32]。歴史好き[33]。甘いものに関しては公式ファンクラブ「いぎなり東北ファン倶楽部」でメンバーコンテンツ「やすもりの甘党日記」を更新している。スタコミュ「ローカリズムスイーツ部」部員。
- スポーツ関係以外の特技はマッサージ、地図を読みとること。
- 言われてうれしい一言は「センスいいね」。
- 動物が大好きで「あずき」「きんとき」という名前の猫を飼っている。1番好きな動物はカピバラ[34]。
- 寝坊も遅刻もしたことがなく、モットーは「時間厳守」。[35]
- 毎日掃除を欠かさない綺麗好き[36][37]
- 視力2.0。視力を維持するために日々気を付けている[38]。
- 好きなアイドルはももいろクローバーZの玉井詩織[39]
- 一番好きな季節は夏[40][41]。イベントが多いこと、夏の景色などを好きな理由に挙げている[42]。

## 略歴
- 小学6年生の時にスカウトされ事務所に入る[43]
- 2015年8月（当時中学1年生）、いぎなり東北産の結成メンバーとなる
- 2016年10月22日、TOHOKU DREAM COLLECTION「TOHOKU DREAM AUDITION 2016」（@ゼビオアリーナ仙台）にてグランプリを獲得
- 2017年12月14日発売のマール社「背景カタログ 西洋ファンタジー編」のモデルを務める
- 2021年10月31日、安杜羽加 生誕祭 〜ギャル杜は19歳〜（@横浜ベイホール）を開催
- 2022年1月1日、個人Instagram[44]を開設
- 2023年3月、ファッションブランド「LIVERTINE AGE」とのコラボTシャツとロンTのデザインとモデルを務めた
- 2023年11月3日、安杜羽加 生誕祭 〜ギャル杜は21歳〜（@郡山 HIP SHOT JAPAN）を開催。
- 2024年11月17日、安杜羽加生誕祭 〜ギャル杜は22歳〜（@仙台市戦災復興記念ホール）を開催、ポールダンスなどを披露した。
- 2025年6月28日、IDOL DANCE BATTLE「VERSUS」（@Zepp Shinjuku）に出演。グループを代表してダンスバトルに出場し、チームを勝利に導いた。

## 出演

### テレビ
- コアラモード.小幡康裕のガチンコスターダストプラネット（2022年9月13日、フジテレビNEXT） - コアラモード.『ラッタッタラッタ』を歌唱
- サタふく（2021年11月27日[45] 2022年4月23日[46] 5月21日[47] 2023年7月1日 2024年12月14日 ほか、福島テレビ） - 不定期出演
- Iwateen（NHK総合 岩手）
  - 岩手県久慈市を「まなび旅」（2023年4月15日）
  - いぎなりインターン お花屋さん（2024年1月20日）
- 純烈の東北イジュー旅[48] 福島・檜枝岐村（2024年8月25日 NHK総合・東北地域、2024年9月16日 NHK総合・全国） - 副音声に酒井一圭・番組ディレクターと出演
- VIPを熱烈歓迎！宮城でもてなし隊（2024年12月28日、東日本放送）[49]

### ラジオ
- 下北FM「DJ Tomoaki's Radio Show!」（2022年1月20日[50] 9月8日 ほか）
- ヒトリ歩き（2024年8月30日、ラジオ3）

### モデル
- TOHOKU DREAM COLLECTION 2016（2016年10月22日、ゼビオアリーナ仙台） - TOHOKU DREAM AUDITION 2016 グランプリ[51]
- 背景カタログ 西洋ファンタジー編（2017年12月14日発売、マール社） - モデルを務めた[52]
- ファッションブランド「LIVERTINE AGE」と安杜羽加のコラボTシャツとロンT（2023年） - 安杜がデザインとモデルを務めた[53][54][55]
- ブランド「PIKO KAILA」コラボレーション（2024年 - ） - Tシャツ、ZIPパーカー、ジョガーパンツ、ネックレスなどのデザインとモデルを担当

### 雑誌
- IDOL AND READ 032（2022年9月14日、アクセル・コミュニケーションズ）
- VVmagazine Vol.125（2024年11月29日、ヴィレッジヴァンガード）

### イベント
- ももいろ歌合戦
  - 第5回 ももいろ歌合戦（2021年12月31日、日本武道館） - 世代を超えたアニソンヒットメドレー、最強アイドルメドレー2021に出演
  - 第6回 ももいろ歌合戦（2022年12月31日、日本武道館） - アイドルメドレーに出演
- 東京やかんランド vol.3「鶯谷のばら」（2023年9月6日、東京キネマ倶楽部） - アンドレ 役
- アイふた vol.57（2024年10月17日、LOFT9 Shibuya）
- IDOL DANCE BATTLE「VERSUS」（2025年6月28日、Zepp Shinjuku） - グループを代表してダンスバトルに出場[7]
  - 2025年7月28日と8月4日にスカイA、8月1日深夜にABCテレビで放送

### WEB
- いっきゅうオンデマンド（2021年1月29日 2月5日 2月19日、YouTube）[11][19]
- 福島テレビのライブコマース「クラフトーク」（2022年10月27日）[56]
- 里菜と池田のイケティるTV（2024年8月13日、 YouTube WALLOP STUDIO）

### その他
- ふくしま花フェスプロジェクト2022応援ガール（2022年）[57]
- ファミリーマート「福島県産愛情しいたけのバター醤油パスタ」インフォマーシャル（2024年）[58]